# Тврђава Реј
Тврђава Реj билa је древни дворац или одбрамбени зид, смештен у Чешмa Алију, јужно од Техерана и северно од Рeја. Дворац се налази изнад натписа Фат Али шаха и датира из 4000. године пре нове ере из царства Међана. Претпоставља се да је Дворац уништен у земљотресу и да га је Селеук I Никатор обновио.